# Катопсилия
Катопсилия (лат. Catopsilia) — род дневных бабочек из семейства белянок (Pieridae).
Лапки с хорошо развитым аролием и пульвиллами. Передние крылья с почти прямоугольной вершиной. Крылья сверху желтые, желтоватые, белые, часто с темным окаймлением. Передние крылья сверху с  дискальным пятном или без него. Задние крылья самцов с овальным андрокониальным пятном у костального края.

## Распространение
Представители рода распространены в тропиках на территории Индии, острова Цейлон, Бирмы, Африки и Австралии.
Некоторые африканские и австралийские виды каждый год совершают регулярные осенние миграции. Зимовать они летят на север, к экватору, а весной возвращаются на юг. Отправляясь в путешествие эти бабочки объединяются в огромные стаи.

## Виды
Род состоит из семи видов:
- Catopsilia pomona (Fabricius, 1775)
- Catopsilia pyranthe (Linnaeus, 1758)
- Catopsilia scylla (Linnaeus, 1763)
- Catopsilia gorgophone (Boisduval, 1836)
- Catopsilia florella (Fabricius, 1775)
- Catopsilia thauruma (Reakirt, 1866)
- Catopsilia mabillei

## Галерея

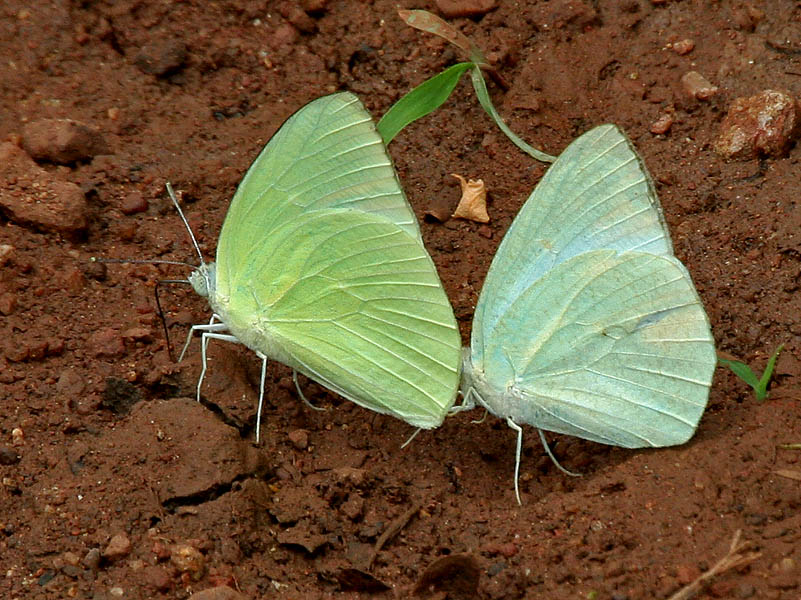
Catopsilia pyranthe
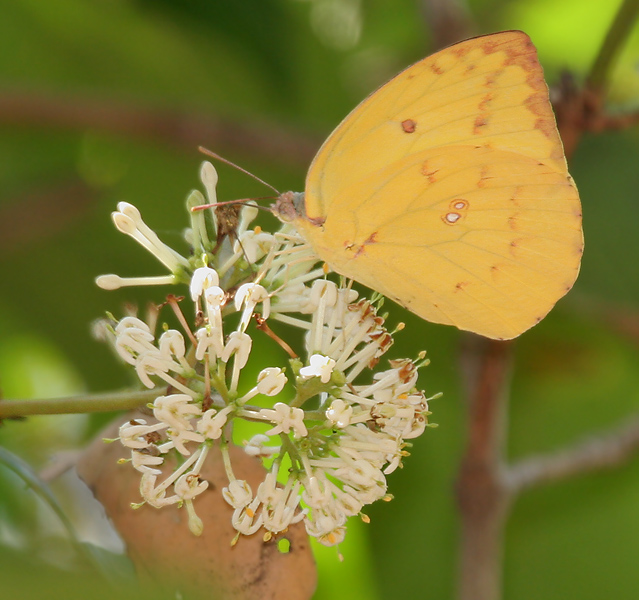
Catopsilia pomona